# Nagybajcs
Nagybajcs è un comune di 876 abitanti situato nella contea di Győr-Moson-Sopron, nell'Ungheria nordoccidentale.